# Éghezée
Éghezée (in vallone Inguezêye) è un comune belga di 14 619 abitanti situato nella provincia vallona di Namur.
Nel territorio del comune sorgono due castelli, quello di Aische si trova nel villaggio di Aische-en-Refail e risale al XII secolo, l'altro sorge invece ad Harlue.